# A Thomas Crown-ügy (film, 1999)
A Thomas Crown-ügy (eredeti cím: The Thomas Crown Affair) 1999-ben bemutatott amerikai romantikus bűnügyi film, melyet John McTiernan rendezett, Norman Jewison 1968-as azonos című filmjének remake-jeként. A főbb szerepekben Pierce Brosnan, Rene Russo és Denis Leary látható.
Az Amerikai Egyesült Államokban 1999. augusztus 6-án bemutatott film bevételi és kritikai szempontból is sikert aratott. 48 millió dolláros költségvetés mellett 124 millió dollár bevételt termelt és összességében pozitív kritikákat kapott.

## Rövid történet
Thomas Crown milliomos ellopja Monet A San Giorgio Maggiore alkonyatkor című festményét. Egy nyomozónő ered a férfi nyomába, akivel hamarosan egymásba szeretnek.

## Szereplők
| Színész                            | Szerep                         | Magyar hang        |
| ---------------------------------- | ------------------------------ | ------------------ |
| Pierce Brosnan                     | Thomas Crown                   | Kautzky Armand     |
| Rene Russo                         | Catherine Banning magánnyomozó | Kovács Nóra        |
| Denis Leary                        | Michael McCann nyomozó         | Fazekas István     |
| Fritz Weaver                       | John Reynolds                  | Dobránszky Zoltán  |
| Frankie Faison                     | Paretti nyomozó                | Orosz István       |
| Ben Gazzara                        | Andrew Wallace ügyvéd          |                    |
| Mark Margolis                      | Heinrich Knutzhorn             | Holl János         |
| Esther Cañadas                     | Anna Tyrol Knutzhorn           |                    |
| James Saito                        | Paul Cheng                     | Balázsi Gyula      |
| Faye Dunaway                       | pszichiáter                    | Menszátor Magdolna |
| Michael Lombard fegyelmi felügyelő | Bobby McKinley                 |                    |
| Cynthia Darlow                     | Daria                          |                    |

## Fogadtatás

### Bevételi adatok
A film az Amerikai Egyesült Államokban 69 305 181, nemzetközileg pedig 55 millió dolláros bevételt ért el, összbevétele így 124 305 181 dollár lett.

### Kritikai visszhang
A Rotten Tomatoes weboldalon a film 102 kritikus véleményét összegezve 70%-os értékelésen áll. A Metacriticen 23% kritika alapján 72%-os értékelést kapott.

## Fordítás
- Ez a szócikk részben vagy egészben  a   The Thomas Crown Affair (1999 film) című angol Wikipédia-szócikk fordításán alapul.  Az eredeti cikk szerkesztőit annak laptörténete sorolja fel. Ez a jelzés csupán a megfogalmazás eredetét és a szerzői jogokat jelzi, nem szolgál a cikkben szereplő információk forrásmegjelöléseként.